# ケープカナベラル空軍基地第3発射施設
ケープカナベラル空軍基地第3発射施設（ケープカナベラルくうぐんきち だい3はっしゃしせつ、英: Cape Canaveral Air Force Station Launch Complex 3, LC-3）はかつてアメリカ空軍が使用したケープカナベラル空軍基地の発射施設。SLC-36の北方に位置する。LC-3はスナークミサイル計画のため1950年代初頭に第1、第2、第4、第5発射施設と平行して建造された。1950年7月24日にバンパーロケットを打上げ、これがケープカナベラル空軍基地から打ち上げられた初のロケットとなった。その後もバンパー、ボマーク、ポラリス、X-17を打ち上げたが、現在は使用されていない。マーキュリー計画の際はメディカルサポート施設としても使用された。